# Ebalia glomus
Ebalia glomus is een krabbensoort uit de familie van de Leucosiidae. De wetenschappelijke naam van de soort is voor het eerst geldig gepubliceerd in 1921 door Stebbing.